# Plastunóvskaya
Plastunóvskaya (del ruso: Пластуно́вская) es una stanitsa del raión de Dinskaya del krai de Krasnodar del sur de Rusia. Está situada a orillas del río Kochety Tercero, afluente del río Kirpili del río Kubán, 9 km al norte de Dinskaya y 34 km al nordeste de Krasnodar, la capital del krai. Tenía 10 264 habitantes en 2010.
Es cabeza del municipio Plastunóvskoye.

## Historia
El asentamiento (kuren) Plastunóvskoye fue fundado en 1794 como uno de los primeros asentamientos de los cosacos del Mar Negro en el Kubán y su nombre deriva del de uno de los asentamientos del Sich de Zaporozhia. Originalmente estaba situada en la orilla derecha del río Kubán, al oeste de Starokórsunskaya. Fue trasladada a su ubicación actual en 1814 por los frecuentes ataques de los montañeses.  En 1819 se abrió la primera escuela. El ferrocarril llegó a la población en 1888. En 1915 la localidad contaba con 11 200 habitantes. Hasta 1920 pertenecía al otdel de Ekaterinodar del óblast de Kubán.

## Cultura y lugares de interés
Cabe destacar la iglesia Voskresenski (1896). Se han encontrado kurganes escitas en los alrededores.

## Economía y transporte
La principal actividad económica de la localidad es la agricultura (sociedad cooperativa Krásnaya Zvezdá).
Cuenta con una estación de ferrocarril en la línea Krasnodar-Tijoretsk. La stanitsa se encuentra en el tramo Krasnodar-Rostov del Don de la carretera federal M4 Don Moscú-Novorosíisk.

## Personalidades
- Nikolái Kondratenko (*1940), político soviético y ruso, 5º gobernador del krai de Krasnodar en la Federación Rusa.